# عاتكة بنت الوليد بن المغيرة
عاتكة بنت الوليد بن المغيرة المخزومية القرشية صحابية وهي أخت الصحابي خالد بن الوليد، وزوجة الصحابي صفوان بن أمية الجمحي. قال ابن جريج: «جاء الإسلام وعند صفوان بن أمية بن خلف ست نسوة: أم وهب بنت أبي أمية، وفاختة بنت الأسود بن المطلب، وأميمة بنت أبي سفيان بن حرب، وعاتكة بن الوليد بن المغيرة، وبرزة بنت مسعود بن عمرو، وابنة عامر بن مالك بن جعفر ملاعب الأسنة، فطلق صفوان أم وهب وكانت قد أسنت، وفرق الإسلام بينه وبين فاختة وكان أبوه تزوجها فخلف هو عليها بعد هلاك أبيه، ثم طلق عاتكة في خلافة عمر بن الخطاب».
وذكر ابن سغد البغدادي في الطبقات الكبير أن عاتكة بنت الوليد كانت قبل صفوان بن أمية عند العاص بن هشام بن المغيرة وولدت له خالد بن العاص وهشام بن العاص.

## نسبها
هي عاتكة بنت الوليد بن المغيرة بن عبد الله بن عمر بن مخزوم المخزومية القرشية.
أمها الشفا بنت عبد العزى بن عمر بن مخزوم المخزومية القرشية.